# Xavier García i Gadea
Xavier García i Gadea   (Barcelona, 5 de gener de 1984) és un jugador de waterpolo català, nacionalitzat croat.
Format a la Unió Esportiva d'Horta, el 2000 va debutar al primer equip del Club Natació Barcelona, on va estar fins al 2005. Després de passar pel Club Natació Terrassa (2005-06) i el Club Natació Atlètic Barceloneta (2007-10), l'estiu de 2010 va fitxar pel Primorje Rijeka de Croàcia. Després de 5 anys, va marxar al Jug de Dubrovnik on va guanyar la Lliga de Campions el 2016.
Amb la selecció espanyola va disputar els Jocs Olímpics d'Atenes (2004), els de Pequín (2008) i els de Londres (2012). Després de nacionalitzar-se croat, també ha participat als Jocs Olímpics de Rio de 2016 on va guanyar la medalla d'argent. També ha guanyat medalles en campionats del Món, campionats d'Europa, Jocs Mediterranis i Lligues Mundials.

## Palmarès
Clubs
- 1 Lliga de Campions: 2015-16
- 1 Copa LEN: 2003-04
- 6 Lligues Adriàtiques: 2013, 2014, 2015, 2016,2017, 2018
- 7 Lligues espanyoles: 2001-02, 2003-04, 2004-05, 2006-07, 2007-08, 2008-09, 2009-10
- 2 Lligues croates: 2013-14, 2014-15
- 6 Copes del Rei: 2001-02, 2002-03, 2006-07, 2007-08, 2008-09, 2009-10
- 8 Copes croates: 2012, 2013, 2014, 2015, 2016, 2017, 2018, 2019
- 4 Supercopes espanyoles: 2006, 2007, 2008, 2009

Selecció espanyola
- 1 medalla d'argent als Campionats del Món (2009)
- 1 medalla de bronze als Campionats del Món (2007)
- 1 medalla de bronze als Campionats d'Europa (2006)
- 2 medalles d'or als Jocs Mediterranis (2001, 2005)
- 1 medalla d'argent als Jocs Mediterranis (2013)

Selecció croata
- 1 medalla d'argent als Jocs Olímpics (2016)
- 1 medalla d'or als Campionats del Món (2017)
- 1 medalla de bronze als Campionats del Món (2019)
- 1 medalla de bronze als Campionats d'Europa (2018)